# Enrique Folcini
Enrique Eugenio Folcini (Buenos Aires, 21 de agosto de 1936 - ibídem, 29 de mayo de 2010) fue un político y economista argentino, que ocupó la presidencia del Banco Central de la República Argentina por unos pocos meses en 1990, designado por el presidente Carlos Menem.

## Carrera
Egresó como Licenciado en Economía Política de la Universidad de Buenos Aires (UBA), en 1965. En aquella institución, junto con la Universidad Católica Argentina (UCA), se desempeñó como docente.En julio de 1972 regresa a la Argentina. En 1973 recibió una plaza de investigador en el Instituto Di Tella, y dirigió durante seis años el Centro de Investigaciones Sociales sobre el Estado y la Administración.
Ejerció como profesor de grado y de posgrado en las universidades de Buenos Aires, el Salvador, París, Quilmes y La Plata.
Fue subsecretario de Economía y Trabajo a fines de la década del 1960 y secretario de Hacienda a principios de los años 1970, cargos que ejerció luego de una amplia trayectoria en la función pública. Se retiró en 1981 del ámbito público tras amenazas de la dictadura, regresando como presidente del Banco Central, donde se desempeñó entre enero y marzo de 1991, fue sucedido por el ministro de Economía, Antonio Erman González.
Se casó con Nidia Almada, con quien tuvo tres hijos: Natalia, Bárbara y Matías.